# Димитар Міхалчев
Димитар Міхалчев (болг. Димитър Георгиев Михалчев; 25 грудня 1880, Лозенград, Туреччина — 18 грудня 1967, Софія) — один із найбільш впливових болгарських філософів XX століття. Учень Крастьо Крастева. Засновник журналу «Философски преглед».
Член ВМОРО та Болгарської Академії Наук.

## Біографія
Народився в місті Лозенграді в Північно-Західній частині Туреччини. У 1901—1905 вивчав філософію в Софійському університеті. Ще будучи студентом, включвися у потужну підпільну групу - Внутрішня македонсько-одринська революційна організація. У ці ж роки він став активним співробітником журналу «Мисъл», створеного його вчителем Крастьо Крастевим. Пізніше, за підтримки Івана Шишманова, вирушає на стажування до Німеччини. 
У 1909 року опублікував свою першу монографію «Philosophische Studien. Beitrage zur Kritik des modernen Psychologismus» (1909). Передмову до книги написав сам Йоганнес Ремке, який назвав болгарського філософа своїм «найвидатнішим учнем» і «Кантом на Балканах».
У 1910—1915 роках був штатним доцентом філософії в Софійському університеті. Одночасно бере участь у Балканських війнах. 
1920—1946 був (з невеликими перервами) завідувачем кафедри філософії в Софійському університеті.
Його погляди мали значний вплив на розвиток філософії в Болгарії. Особливо цей вплив був сильний перед Другою світовою війною. 
1932 Міхалчев виступив у журналі „Философски преглед“ із скандальною статтею „Чи можлива єдина й цілісна Югославія?“, в якій піддав аналізу запропоновану сербською державною пропагандою ідею приєднання Болгарії до Югославії та створення так званої «Інтегральної Югославії». Це збурило громадську думку і породило тривалу дискусію в болгарському політесі.

### Державна кар'єра
У 1923—1927  був послом Болгарії в Празі. У 1944—1947 роках був Головою (Президентом) Болгарської Академії наук.
Міхалчев — автор понад ста робіт болгарською, німецькою, чеською та іншими мовами. Погляди Міхалчева піддавалися критиці з боку болгарських філософів Т. Павлова, С. Гановського, А. Кіселінчева та інших. Послідовниками філософії Міхалчева в Болгарії були Нікола Ілієв (1886—1937), Христо Ніколов (1889—1957), Александр Ілков (1898—1970).

## Праці
- Форма и отношение. София, 1914. — 760 с.; 2-е перераб. изд., 1931. — 547 с.
- Философия как наука. София, 1933, 1946.
- Эгоизм как этическая проблема. 1938.
- Расизм под защитой биологии. 1939.
- Сущность морали в научном освещении. 1940.
- Прагматизм как новое учение об истине // Философски преглед, 1939, кн. 5, 474—530.
- Международный философский конгресс в Оксфорде. // Философски преглед, 1930, кн. 4, 347—352.